# Ali Price
Alistair William Price (King's Lynn, 12 maggio 1993) è un rugbista a 15 britannico, internazionale per la Scozia, che gioca nel ruolo di mediano di mischia con i Glasgow Warriors nel Pro14.

## Biografia
Originario del Norfolk, in Inghilterra, Price ebbe due brevi esperienze con il Bedford e con i Saracens prima di unirsi nel 2013 alla franchigia scozzese dei Glasgow Warriors, con cui firmò due anni più tardi il suo primo contratto da professionista dopo essersi formato presso la Scottish Rugby Academy.
Eleggibile nella Scozia grazie alle origini scozzesi della madre, debuttò a livello internazionale il 26 novembre 2016 affrontando la Georgia a Kilmarnock.

## Palmarès
- Pro12: 1
Glasgow Warriors: 2014-15